# Марьино (Глинковское сельское поселение)
Ма́рьино   — деревня  в  Смоленской области России,  в Глинковском районе. Население – 14 жителей (2007 год)  .  Расположена в центральной части области  в 4 км к северо-востоку от села Глинка,  в 16 км западнее  автодороги Р137 Сафоново — Рославль, на левом берегу реки Устром. Входит в состав Глинковского сельского поселения.  

## История
В годы Великой Отечественной войны деревня была оккупирована гитлеровскими войсками в июле 1941 года, освобождена в ходе Ельнинско-Дорогобужской операции в 1943 году. 